# في مستعمرة العقاب
في مستعمرة العقاب أو مستوطنة العقاب (بالألمانية: In der Strafkolonie) قصة قصيرة باللغة الألمانية, من تأليف الكاتب التشيكي فرانز كافكا. كتبها في أكتوبر 1914, ونقحت في نوفمبر 1918, ومن ثم ظهرت الطبعة الأولى منها في أكتوبر 1919. أحداث القصة تجري في مستوطنة عقاب في «وادي رملي صغير», وفي القصة أربعة شخصيات فقط, كل منها تسمى بحسب دورها في الأحداث فهناك «الضابط» الذي يدير آلة الإعدام, و«المحكوم» عليه بالإعدام, إضافة إلى «الجندي» المسؤول عن حراسة المحكوم, وأخيراً «المستكشف» وهو شخصية أوروبية بارزة وزائر للمستوطنة.
في 1916 قرأ كافكا القصة بصوت عال أمام عدد من المستمعين في ميونخ. وفي 1969 قام الكاتب المسرحي ستيفن بيركوف بعمل مسرحية قائمة على هذه القصة وفيها لعب بنفسه دور الضابط, وفي عام 2000 ألّف الملحن الأمريكي فيليب قلاس أوبرا قائمة على القصة وتحمل نفس العنوان. في يوليو 2011 قامت الفرقة المسرحية الفلسطينية «شبر حر» بالتعاون مع مسارح يانغ فيك بأداء مسرحية في لندن, وفي 2012 قامت مجموعة مسرحية مصرية مستقلة بأداء مسرحية باللغة العربية قائمة على القصة من إخراج حسان الجريتلي.

## مخطط الحبكة

### الشخصيات
هناك أربع شخصيات فقط, كل منها مسمى حسب دوره في القصة. المحكوم عليه هو رجل مقرر إعدامه, والجندي مسؤول عن حراسته, والضابط مسؤول عن الآلة التي ستنفذ حكم الإعدام في المحكوم عليه, والمسافر هو شخصية أوروبية زائرة.

### ملخص
تركز القصة على المسافر, الذي وصل للتو إلى مستعمرة جزائية على جزيرة ويواجه آلة الإعدام الوحشية الخاصة بها لأول مرة. ويخبره الضابط بكل شيء عن كيفية عمل الآلة المعقدة وهدفها وتاريخها. الجندي والمحكوم عليه, الذي لا يعلم أنه حُكم عليه بالإعدام لفشله في النهوض وتحية باب رئيسه كل ساعة أثناء نوبته الليلية, يراقبان بهدوء من مكان قريب.
في ظل العملية القضائية المرتبطة بالآلة, يُفترض دائمًا أن المتهم مذنب ولا يُمنح فرصة للدفاع عن نفسه. كعقاب, يتم نقش القانون الذي خالفه الرجل تدريجيًا على جسده على مدى فترة 12 ساعة وهو يموت ببطء بسبب جروحه. خلال الساعات الست الأخيرة التي قضاها المتهمون داخل الآلة, من المفترض أنهم يمرون بتجربة تجلي ديني . تم تصميم الآلة من قبل القائد السابق للمستعمرة, والذي كان الضابط من المؤيدين المخلصين له. يحمل مخططاتها معه وهو الشخص الوحيد الذي يمكنه فك شفرتها, ولا يسمح لأي شخص آخر بالتعامل معها.
وفي نهاية المطاف, أصبح من الواضح أن الآلة فقدت شعبيتها منذ وفاة القائد السابق وتعيين خليفة له. ويشعر الضابط بالحنين إلى أداة التعذيب والقيم التي ارتبطت بها في البداية, ويتذكر الحشود التي كانت تحضر كل عملية إعدام. الآن هو آخر مؤيد صريح للآلة, لكنه يؤمن بشدة بشكل عدالتها وعصمة القائد السابق.
يتوسل الضابط إلى المسافر للتحدث إلى القائد الحالي بشأن استمرار استخدام الماكينة. يرفض المسافر القيام بذلك؛ ويقول إنه لن يتحدث ضد الآلة علنًا, وبدلاً من ذلك سيعطي رأيه للقائد على انفراد ثم يغادر قبل أن يتم استدعاؤه لتقديم رواية رسمية. يشعر الضابط بالإحباط لأن المسافر لم يقتنع بتفسيراته وتوسلاته, فيحرر المحكوم عليه وينصب الآلة لنفسه, ويكتب عليها عبارة " كن عادلاً ". ومع ذلك, فإن الآلة تتعطل بسبب حالتها المتقدمة من الإهمال؛ فبدلاً من عملها الأنيق المعتاد, فإنها تطعن الضابط بسرعة حتى الموت, وتحرمه من التجربة الصوفية التي عاشها السجناء الذين أعدمهم.
برفقة الجندي والمحكوم عليه, يتوجه المسافر إلى بيت الشاي , حيث يُرى قبر القائد السابق, الذي لم يُسمح بدفنه في المقبرة. يحمل شاهد القبر, الذي تم وضعه في مستوى منخفض للغاية بحيث يمكن وضع طاولة فوقه بسهولة, نقشًا يوضح اعتقاد أتباعه المجهولين بأنه سيقوم من بين الأموات يومًا ما ويستعيد السيطرة على المستعمرة. يذهب المسافر على الفور إلى الميناء ويبحث عن شخص ليأخذه إلى الباخرة التي يسافر عليها. يصد محاولات الجندي والمحكوم عليه في اتباعه.

## القراءات الدينية
إذا تم أخذ جميع أوجه التشابه مع الكتاب المقدس في الاعتبار, يمكن أن تكون القراءة "رؤية غير تقليدية ... لعلم اللاهوت التقليدي". إن الطريقة القديمة لإدارة المستعمرة تذكرنا بالآراء المقدمة في العهد القديم, حيث كان القائد القديم - خالق آلة التعذيب, وكذلك المستعمرة نفسها - يشبه الله. ركز القائد القديم على الذنب البشري, والذي "لا ينبغي الشك فيه أبدًا". إن المقارنة بين الآلة المستخدمة في المستعمرة الجزائية والعالم بشكل عام قد تعني أن غرض الحياة هو استحقاق الخلاص من الذنب عن طريق المعاناة. ومع ذلك, وفقًا لجيديس, فإن تفسير استخدام هذه الآلة بهذه الطريقة قد يؤدي إلى تجاهل درس القصة - مخاطر النظر إلى الأحداث باعتبارها شكلاً من أشكال إثبات العدالة الإلهِية, سواء كانت علمانية أو مقدسة. تتضمن أوجه التشابه الأخرى القواعد الجديدة الأكثر ليبرالية التي أنشئت في المستعمرة بعد وفاة القائد الأصلي, والتي قد تمثل العهد الجديد. وعلى نحو مماثل للطريقة التي تطورت بها المسيحية من "الشريعة القديمة للتقاليد العبرية" إلى قواعد الرحمة في العهد الجديد, يمكننا أن نرى مثل هذا التقدم في قصة كافكا. كان بإمكان الضابط أن يمثل المسيح, ولكن في "انقلاب كافكا للاهوت المسيحي التقليدي", فإنه يضحي بنفسه لإظهار دعمه للقائد السابق, على عكس القواعد الجديدة. وقد يشير النقش الموجود على قبر القائد القديم أيضًا إلى أن "المجيء الثاني" يشير إلى عودة القواعد القديمة. ويعترف نقاد آخرون (بوليتزر, ثوربلي, نيومير) بالتوازي والرمزية, ولكنهم لا يريدون ربطها بأي قراءة كتابية محددة. وأضاف نيومير أن الترجمة الإنجليزية للقصة القصيرة التي كتبها ويلا موير ‏ وإدوين موير تحتوي على أخطاء, بما في ذلك تلك التي تدعم التفسير الديني, مما يعطي القارئ "صورة مشوهة" للقصة.

## في الثقافة الشعبية
يذكر إيفان كليما في روايته "الحب والقمامة" ‏ (1986) أول قصة لكافكا قرأها على الإطلاق, والتي كانت قصة "...مسافر يريد ضابط في إحدى الجزر أن يُريه, بحب وتفانٍ, آلة الإعدام الغريبة الخاصة به." من المرجح جدًا أن الراوي يشير إلى "في مستعمرة العقاب".
في رواية كافكا على الشاطئ (2002) لهاروكي موراكامي, يعترف بطل الرواية, وهو صبي يسمي نفسه كافكا, بأن "في مستعمرة العقاب" هي روايته المفضلة من بين قصص فرانز كافكا القصيرة. وهو يتخيل أن تفسير فرانز كافكا الميكانيكي البحت للآلة هو "بديل لتفسير الوضع الذي نحن فيه".
تحتوي لعبة الفيديو ريزدنت إيفل: ريفلوشنز 2 لعام 2015 على العديد من الإشارات إلى أعمال كافكا. إلى جانب أن أحداث اللعبة تجري داخل مستعمرة جزيرة, فإن الحلقة الأولى تحمل اسم "المستعمرة الجزائية" نسبة للقصة, ويحتوي ملف تم العثور عليه داخل اللعبة على مقتطف من "في المستعمرة الجزائية", وأحد المواقع يتميز بجهاز تعذيب مشابه للجهاز الذي وصفه كافكا.

## وصلات خارجية
- في مستعمرة العقاب على موقع الموسوعة البريطانية (الإنجليزية)

| - في مستعمرة العقاب، على كتب جوجل. - في مستعمرة العقاب، على موقع أمازون. - في مستعمرة العقاب، على Abebooks. | - في مستعمرة العقاب، على الفهرس العالمي. - في مستعمرة العقاب، على مكتبة جامعة هارفارد. - في مستعمرة العقاب، على جود ريدز. |

- في مستعمرة العقاب (In der Strafkolonie), على ويكي مصدر الألمانية.
- في مستعمرة العقاب (In the Penal Colony), على ويكي مصدر الإنجليزية.